# Vatican News
Vatican News is het officiële online nieuwsmedium van de Heilige Stoel. Het biedt informatie over gebeurtenissen in de Rooms-Katholieke Kerk wereldwijd en over het functioneren van de Heilige Stoel. De website biedt artikelen aan, evenals uitzendingen van Radio Vaticaan. Vatican News is ook actief op diverse sociale media, zoals Facebook, YouTube, Instagram en X.

## Geschiedenis
Paus Franciscus richtte in 2015 het Dicasterie voor de Communicatie op. Hij wilde de Vaticaanse media hervormen en inzetten op digitale en sociale media. Het Dicasterie voor de Communicatie houdt toezicht op Vatican News. In december 2017 werd de bètaversie van de Vatican News-website gelanceerd.